# Lettres provinciales

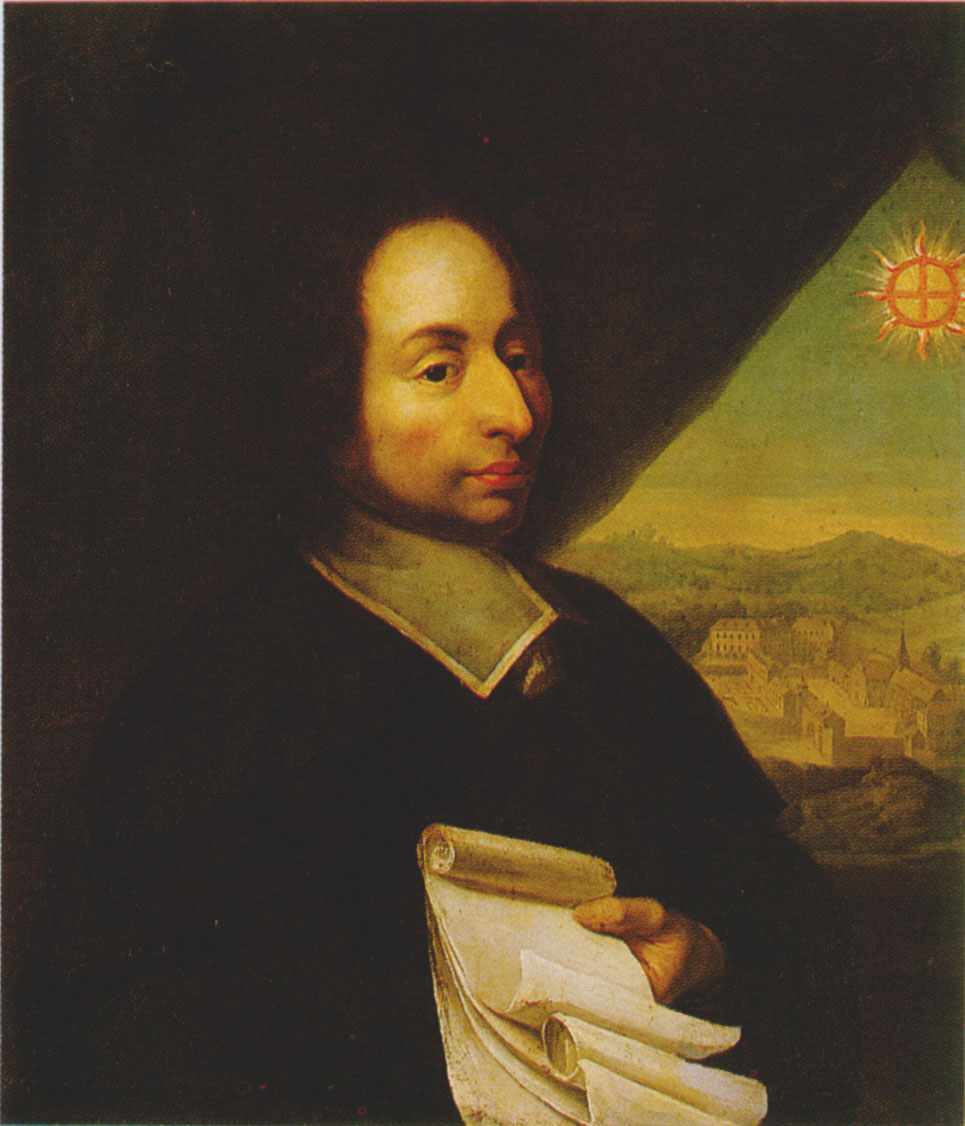
Retrato de Blaise Pascal, autor de las Lettres provinciales, en una pintura anónima del.

Las Lettres provinciales (en español, Cartas provinciales) son una serie de dieciocho cartas escritas por el filósofo y teólogo francés, Blaise Pascal, bajo el seudónimo Louis de Montalte, entre los años 1656 y 1657. La primera carta está fechada el 23 de enero de 1656 y la decimoctava el 24 de marzo de 1657. Existe una decimonovena carta fragmentaria, que con frecuencia se incluye junto con las otras dieciocho. (lettres significa 'letras', así como 'cartas'.)
Escritas en medio de la controversia teológica entre los jansenistas y los jesuitas, las cartas son una defensa del jansenista Antoine Arnauld, de Port-Royal, un amigo de Pascal que en 1656 fue condenado por la Faculté de Théologie de la Sorbona en París por opiniones que se consideraron heréticas. El contenido de estas cartas es un ataque de carácter humorístico que Pascal dirige contra la casuística, un método retórico popular utilizado por los teólogos y en particular por los jesuitas, a los que acusa de laxitud moral. 
Viéndose obligado a publicar estas cartas desde el anonimato, Pascal fingió que se trataba de informes que un ciudadano parisino enviaba a un amigo en las provincias, en las que trataba las cuestiones morales y teológicas que entonces importaban a los círculos intelectuales y religiosos en la capital. Pascal, combinando el fervor de un converso con el ingenio y la educación de un hombre de mundo, alcanzó un nuevo estilo en la prosa francesa. Aparte de su influencia religiosa, las Cartas provinciales se hicieron populares por su calidad como trabajo literario. Además, su popularidad se vio incrementada gracias al uso que Pascal hace del humor, las burlas y la sátira en sus argumentos, terminando por influir a escritores franceses posteriores como Voltaire o Jean-Jacques Rousseau.
Brillantemente escritas por Pascal, las Cartas provinciales no habrían sido posibles sin el trabajo previo realizado por los teólogos de Port-Royal, hasta el punto de que la mayor parte de los argumentos utilizados en las cartas se encontraban ya en la obra Théologie morale des Jésuites de Arnauld, lo que finalmente llevó a que el jesuita Nicolas Caussin se viese en la necesidad de responder a las acusaciones de Pascal.
La fuente principal de la casuística jesuita utilizada por Pascal en sus cartas fue la obra Summula casuum conscientiae, de Antonio Escobar (1627). Algunas de las propuestas de esta obra serían condenadas más tarde por el papa Inocencio XI.
Paradójicamente, las Cartas provinciales fueron tanto un éxito como un fracaso: fueron un fracaso a nivel político y teológico, y un éxito a nivel moral. El rey Luis XIV ordenó que el libro fuese triturado y quemado en 1660. La carta final de Pascal, en 1657, había desafiado al mismo papa Alejandro VII, haciendo que este condenase la obra. Sin embargo, eso no impidió que la mayor parte de la Francia culta accediera a la obra y la leyese. Es más, el propio papa Alejandro, a la vez que se oponía públicamente a la obra, fue en parte persuadido por los argumentos de Pascal. Condenó finalmente la laxitud moral en la Iglesia, y pocos años después (1665-66, y luego 1679) ordenó la revisión de los textos casuísticos.